# Φ
Φ, φ（ファイ、フィー、ピー、古代ギリシア語: φεῖ ペー、ギリシア語: φι フィ、英語: phi [faɪ] ファイ）は、ギリシア文字の第21番目の文字。ギリシア数字の数価は500。
キリル文字のФはこの文字に由来する。

## 音声
古代ギリシア語では無声両唇破裂音の帯気音 /pʰ/、現代ギリシア語では無声唇歯摩擦音 /f/ を表す。摩擦音への変化がいつごろ起きたかは正確にはわからないが、ビザンチン時代には摩擦音になっていたようである。
英語の子音 ph（/f/）や、ラテン語の子音 ph（/pʰ/）は、古代ギリシア語の φ に由来する（例: 哲学を意味する philosophy, philosophia は φιλοσοφία に由来する）。
英語圏の学者が古代の φ を読むときも /f/ で読む場合が多い。

日本の西洋古典学では、「ファ行」と「パ行」の二通りが使われており、表記揺れの一因になっている（例: オルフェウスとオルペウス、ペルセフォネとペルセポネ）。ファ行が現代ギリシア語や英語に近いのに対し、パ行は古典期のギリシア語に近い。 ファ行なら π（/p/）と区別できるが、パ行では区別できない。

## 起源
古代ギリシア語には3つの帯気音 /pʰ tʰ kʰ/ があった。このうち/tʰ/にはフェニキア文字を転用することができたが（θ）、それ以外は適当なフェニキア文字が存在しなかった。クレタ島およびその周辺のテーラー、メーロスでは文字を追加せず、/pʰ/ の音は単に「Π」と書くか、または「ΠΗ」の2文字で表記したが、それ以外の地域では新たに「Φ」の字を追加した。
この文字の起源については議論が分かれる。古代の文字名称はペー(φεῖ)で、この名は明らかに「π」からの類推によってつけられた。紀元前4世紀の末に ει は /iː/ と発音されるようになり、その影響で文字名称も φῖ とされることが普通になった。近代西洋諸言語の名はそれにもとづく。

## 記号としての使用
- 大文字の「Φ」は、
  - 電磁気学で、磁束を表す。
  - 言語学（生成文法）の用語に、Φ素性というものがある。
  - 数学において Φn の形で xn − 1 における既約円分多項式を表す。
  - 直径記号 ⌀ は、空集合の記号 ∅ やギリシャ文字大文字イタリックの Φ あるいは北欧系母音の Ø (スラッシュ付きオー)とは異なる。

- 小文字の「φ」（{\displaystyle \varphi \,\!}）は、
  - 幾何学で、θに次いで角度を表す（球面座標系など）。
  - 数学で正整数 n に対し1から n までの整数のうち互いに素なものの個数を与える関数: オイラー関数 φ(n) として使用される。
  - また、黄金比の記号としても用いられ、{\displaystyle \varphi ={\frac {1+{\sqrt {5}}}{2}}}である。
  - 素粒子物理学では、ストレンジクォークとその反クォークからなるファイ中間子 {\displaystyle \phi (s{\bar {s}})} を表す。
  - 量子力学ではψとともに波動関数を表す。
  - 場の理論（場の古典論、場の量子論）では、場を表す変数・演算子として使われる。
  - 電気工学で単相交流を「1{\displaystyle \phi \,\!}」、三相交流を「3{\displaystyle \phi \,\!}」と記述することがある。
  - 地質学において粒径区分に使用される。詳細は砕屑物を参照。
  - またφ,Φを区別するため、前者をやわらかいファイやバルファイ、後者をかたいファイやファイと呼ぶことがある。
  - また，一般的には「空（から）」をイメージする語として使用されることもあり，そのような意味の代替語として使われる場合もある。

## 類似の文字・記号
- Ø - デンマーク語などで使われる文字。
- 国際音声記号 [ɸ] は無声両唇摩擦音を、[ø] は円唇前舌半狭母音を表す。
- ∅または {\displaystyle \emptyset } - 数学で空集合を表す。
- ⌀（U+2300:DIAMETER SIGN）（）- 製図で直径を表す記号。呼び方は「まる」または「ふぁい」。誤って「パイ」と読まれることがある。
- 0または {\displaystyle \emptyset }（斜線つきゼロ）- アマチュア無線でコールサインに使われる（ゼロ）を表記する。

## 符号位置
Unicodeでは小文字の「φ」に U+03C6 (GREEK SMALL LETTER PHI)と U+03D5 (GREEK PHI SYMBOL) の2つの符号位置が割り当てられている。Unicodeバージョン3.0以降は、前者が一筆書きの{\displaystyle \varphi \,\!}、後者が丸に斜線を引いた{\displaystyle \phi \,\!}の字形に対応するが、それ以前は割り当てが逆だった。この変更は現代ギリシア語において一筆書きの{\displaystyle \varphi \,\!}が通常用いられる字形であることによる。フォントによっては古いバージョンのUnicodeに従い逆の字形になっていることがある。
JIS X 0213では小文字のファイは1-6-53にあり、例示字形は丸に斜線{\displaystyle \phi \,\!}の形になっているが、U+03C6の方に対応することになっている。
| 大文字 | Unicode | JIS X 0213 | 文字参照             | 小文字 | Unicode | JIS X 0213 | 文字参照             | 備考 |
| ------ | ------- | ---------- | -------------------- | ------ | ------- | ---------- | -------------------- | ---- |
| Φ      | U+03A6  | 1-6-21     | &Phi; &#x3A6; &#934; | φ      | U+03C6  | 1-6-53     | &phi; &#x3C6; &#966; |      |

| 記号 | Unicode | JIS X 0213 | 文字参照       | 名称             |
| ---- | ------- | ---------- | -------------- | ---------------- |
| ϕ    | U+03D5  | -          | &#x3D5; &#981; | GREEK PHI SYMBOL |

TeXでは\phiで丸に斜線の{\displaystyle \phi \,\!}を、\varphiで一筆書きの{\displaystyle \varphi \,\!}を表す。